# Kemono Friends
Kemono Friends (jap. けものフレンズ, Kemono Furenzu) ist ein Computer-Rollenspiel des Entwicklers Nexon aus dem Jahr 2015. Es wurde als Manga und Anime adaptiert. Der Manga erschien auf Deutsch als Kemono Friends – Willkommen im Japaripark!

## Inhalt
Im Japari-Park leben allerlei seltene und gefährdete Arten und sogar ein paar legendäre Wesen. Durch eine besondere Substanz, die im Park vorkommt, verwandeln sich manche Tiere in anthropomorphe Wesen (Kemono) in Form kleiner Mädchen mit Merkmalen der jeweiligen Tiere, genannt „Friends“. Der Spieler entdeckt im Verlauf des Spiels die verschiedenen Wesen im Park.
Der Manga folgt der Pflegerin Nana, die neu im Park angefangen hat. Sie hat zunächst einige Probleme im Umgang mit den Friends und muss noch lernen, freundet sich mit der Zeit mit den tierischen Wesen an und erlebt Abenteuer im Park. Der Anime dreht sich um Kaban, ein Wesen das eines Tages im Park erwacht, herausfinden will, welches Tier sie ist und sich dafür auf eine Reise durch den Park begibt.

## Veröffentlichung
Das Spiel entstand beim Entwickler Nexon, der es auch auf den Markt brachte. Im März 2015 erschien das Rollenspiel für Android und iOS. Im Dezember 2016 wurde der Betrieb der App eingestellt. Im Frühjahr 2018 kamen neue Umsetzungen als Adventure-RPG als App für das Smartphone heraus: Kemono Friends Pavilion, Kemono Friends Festival und Kemono Friends Alarm.

## Manga
Eine von Fly geschaffene Manga-Adaption des Spiels erschien unter dem Titel Kemono Friends: Yōkoso Japari Park e! von Juli 2015 bis März 2017 im Magazin Shōnen Ace. Dessen Verlag Kadokawa Shoten brachte die Serie auch in zwei Sammelbänden heraus. Eine deutsche Fassung erschien im Juli und Oktober 2018 bei Tokyopop unter dem Titel Kemono Friends – Willkommen im Japaripark!. Yen Press brachte die Serie auf Englisch heraus.

## Anime
Beim Studio Yaoyorozu entstand unter der Regie und den Drehbüchern von Tatsuki eine 12-teilige Animeserie zum Spiel. Die künstlerische Leitung lag bei Yūko Shiromizu und das Charakterdesign stammt von Irodori. Für die Animationen war Yoshihisa Isa verantwortlich und Nobuyuki Abe führte Tonregie. Der Anime wurde vom 11. Januar bis 29. März 2017 nach Mitternacht (und damit am vorigen Fernsehtag) von TV Tokyo und TV Ōsaka in Japan ausgestrahlt, sowie mit je einer Stunde Versatz auch auf TV Aichi und am Folgetag auf AT-X. Die Onlineplattform Crunchyroll veröffentlichte ihn mit englischen und deutschen Untertiteln und Aniplus Asia zeigte die Serie im Fernsehen außerhalb Japans.
2018 wurde der Anime bei den Tokyo Anime Awards mit dem Preis für die beste Fernsehserie ausgezeichnet.
2019 erschien mit Kemono Friends 2 eine Fortsetzung. Diese entstand im Studio Tomason unter der Regie von Ryūichi Kimura und nach den Drehbüchern von Takuya Masumoto. Die erste Folge lief am 19. Januar 2019 nach Mitternacht auf TV Tokyo und TV Osaka, mit einer halben Stunde Versatz auch auf TV Aichi und später am Tag auf AT-X. Crunchyroll streamt diese ebenfalls mit englischen und deutschen Untertiteln.

### Synchronisation
| Rolle              | Seiyū (Synchronsprecher) |
| ------------------ | ------------------------ |
| Kaban, Lucky Beast | Aya Uchida               |
| Serval             | Yuka Ozaki               |
| Fennek             | Kana Motomiya            |
| Waschbär           | Saki Ono                 |
| Felsenpinguin      | Aina Aiba                |
| Humboldt-Pinguin   | Ikuko Chikuta            |
| Haubenpinguin      | Mikoi Sasaki             |
| Kaiserpinguin      | Ruka Nemoto              |
| Eselspinguin       | Kyōka Tamura             |

### Musik
Die Serienmusik wurde von Akiyuki Tateyama komponiert.
Der Vorspanntitel der ersten Staffel ist Yōkoso Japari Park e getextet und komponiert von Masayoshi Ōishi und gesungen von Dōbutsu Biscuit (d. h. Saki Ono, Yuka Ozaki, Kana Motomiya in ihrer jeweiligen Rolle) × PPP. (d. h. Aina Aiba, Ikuko Chikuta, Mikoi Sasaki, Ruka Nemoto, Kyōka Tamura in ihrer jeweiligen Rolle). Der Abspann ist unterlegt mit Boku no Friend von der Singer-Songwriterin Mewhan und während der Folge 8 wird das Lied Ōzora Dreamer (大空ドリーマー) von PPP eingespielt.
Bei der zweiten Staffel wurde im Vorspann Notteke! Japari Beat (乗ってけ！ジャパリビート) getextet und komponiert von Masayoshi Ōishi, sowie gesungen von Dōbutsu Biscuit × PPP verwendet und im Abspann Hoshi o Tsunagete (星をつなげて) getextet und komponiert von Jin, sowie interpretiert von Gothic×Luck.

## Bühnenstücke
Eine erste Umsetzung als Theaterstück wurde im Juni 2017 vorgeführt und im Januar 2018 neu aufgelegt. Im gleichen Jahr hatte auch ein Musical zu Kemono Friends Premiere. Für November 2018 ist ein weiteres Theaterstück zum Spiel geplant, das im Shinagawa Club eX gezeigt werden soll.